# 줄무늬주머니생쥐
줄무늬주머니생쥐(Chaetodipus lineatus)는 주머니생쥐과에 속하는 설치류의 일종이다. 멕시코 중부 좁은 지역의 토착종이다.

## 특징
줄무늬주머니생쥐는 거친털주머니생쥐속에 속하는 가장 작은 주머니생쥐로 꼬리 길이 92mm를 포함하여 전체 몸길이가 평균 165mm이다. 크기와 일반적인 겉모습이 넬슨주머니생쥐(Chaetodipus nelsonii)와 유사하지만 궁둥이 쪽에서 갖고 있는 뻣뻣한 가시털을 갖고 있지 않다. 털 채색도 특이하다. 등 쪽 표면은 단조로운 모습을 가진 담황색과 함께 희미하게 회색빛 줄무늬를 띠며, 옆구리는 회색이고 하체는 옆구리와 배 쪽 사이 여백을 식별할 수 있는 미세한 담황색 줄무늬와 함께 흰색을 띤다.

## 분포 및 서식지
줄무늬주머니생쥐는 멕시코 중부의 산루이스포토시주와 사카테카스주에서만 발견되며, 건생 관목이 자라는 해발 1600m와 2400m 사이의 사막 평원에서 서식한다.

## 습성
줄무늬주머니생쥐는 굴 속에 사는 야행성 동물이다. 굴 입구는 보통 식물 밑과 바위 틈 또는 일부 다른 은폐된 장소 속에 위치한다. 어두워진 후에 주머니생쥐는 최대한 천천히 움직이고 은신처 아래 주변에 머무른다. 열린 공간을 지나갈 경우에는 휠씬 재빨리 움직인다. 땅에 떨어진 부채선인장과 같은 식물의 씨앗을 먹지만, 선인장 열매의 과육을 먹지는 않는다.

## 보전 상태
줄무늬주머니생쥐는 제한된 분포 지역에서 서식하고, 비교적 희귀종이고 개체군 추이는 알려져 있지 않다. 국제 자연 보전 연맹(IUCN)은 보전 상태를 평가할 정보가 부족한 "정보부족종"으로 분류하고 있다.